# Мухамед VI од Марока
Краљ Мухамед VI (арапски: الملك محمد السادس للمغرب) пуно име Краљ Мухамед бен Ал Хасан (Рабат, 21. августа 1963) је тренутни краљ Марока. Најстарији је син краља Хасана II. Његов рођени брат је принц Мулај Рашид.
Пре него што је постао краљ имао је титулу Принц престолонаследник. На престо је дошао 23. јула 1999. године, неколико часова након смрти Хасана II. Млади краљ је ускоро постао познат по модернизацији свога краљевства. 
Краљ Мухамед VI је 18. краљ Алуитске династије, која је владала Мароком од 1666. године.